# Tilémahosz Karákalosz
Tilémahosz Karákalosz (görög nyelv: Τηλέμαχος Καράκαλος) (Dimitsana 1866.– 1951. június 15.) olimpiai ezüstérmes görög vívó.
A legelső újkori nyári olimpián, az 1896. évi nyári olimpiai játékokon, Athénban indult vívásban, egy versenyszámban: kardvívásban ezüstérmes lett.
Klubcsapata a Athinaiki Leskhi volt.